# Libero Bovio
Libero Bovio (né à Naples le 9 juin 1883 et mort dans la même ville le 26 mai 1942), est parolier et poète en napolitain.

## Biographie
Bovio a été l'un des responsables du rajeunissement du napolitain dans les pièces de théâtre, la poésie et la chanson au début du XXe siècle . Il a effectué des petits boulots dans les journaux locaux et est ensuite allé travailler au bureau d'exportation du Musée archéologique national. Il devient ensuite directeur de Canzonetta, une petite maison d'édition consacrée à la musique napolitaine. Un recueil de ses comédies parut en 1923 et ses poèmes furent publiés en 1928. On se souvient surtout de ses paroles sur quelque 600 chansons napolitaines, mises en musique par des auteurs-compositeurs napolitains  de son temps. Parmi ses textes les plus célèbres, figurent  Reginella, Passione , 'O paese d' 'o sole et, en 1925, Lacreme napulitane, une chanson qui décrit le drame de l'immigrant napolitain en Amérique.